# Indiai Nemzeti Kongresszus
Az Indiai Nemzeti Kongresszus (INK) egy széles körű gyökerekkel rendelkező indiai politikai párt. 1885 - ben Alan Octavian Hume és mások alapították, ez volt az első modern nacionalista mozgalom, amely a Brit Birodalomban Ázsiában alakult ki. A 19. század végétől, és különösen 1920 után, Mohandász Karamcsand Gandhi vezetésével a Kongresszus az indiai függetlenségi mozgalom fő vezetője lett. A Kongresszus vezette Indiát az Egyesült Királyságtól függetlenedéshez és nagy hatással bírt a a Brit Birodalom más gyarmatiellenes nacionalista mozgalmaira.
A mai Kongresszus egyike a két nagy politikai pártnak Indiában. Fő riválisa a Bháratíja Dzsanata Párt (BDZSP). Gyűjtőpártként a Kongresszus platformja általában a centrista vagy balközép ideológiai irányultságú az indiai politikában. Szociális kérdésekben olyan szekuláris politikákat szorgalmaz, amelyek ösztönzik a gyengébb rétegek és kisebbségek esélyegyenlőségét, egészséghez való jogát, polgári szabadságát és jólétét, a vegyes gazdaság támogatásával. 2021-ig, a függetlenedés óta lezajlott 17 parlamenti választáson hét alkalommal szerzett abszolút többséget, és további háromszor vezetett koalíciós kormányt, több mint 54 évig vezetve a nemzeti kormányt. A Kongresszus hat miniszterelnököt adott, az első Dzsaváharlál Nehru (1950–1964), a legutóbbi pedig Manmohan Szingh (2004–2014) volt.
India függetlensége után a Kongresszus mindenre kiterjedő párttá vált Dzsaváharlál Nehru alatt, és a következő 14 évben uralta az indiai politikát. Ez idő alatt a Kongresszus általában a szocialista politikát hirdette, és szekuláris államot hozott létre. Nehru halála és Lal Bahadur Shastri rövid hivatali ideje után Indira Gandhi lett a párt vezetője. Az ő hivatali ideje alatt a Kongresszus balra tolódott.

## Fordítás
- Ez a szócikk részben vagy egészben  az   Indian National Congress című angol Wikipédia-szócikk ezen változatának fordításán alapul.  Az eredeti cikk szerkesztőit annak laptörténete sorolja fel. Ez a jelzés csupán a megfogalmazás eredetét és a szerzői jogokat jelzi, nem szolgál a cikkben szereplő információk forrásmegjelöléseként.